# Municipio de Deer Creek (condado de Miami)
El municipio de Deer Creek (en inglés: Deer Creek Township) es un municipio ubicado en el condado de Miami en el estado estadounidense de Indiana. En el año 2010 tenía una población de 4839 habitantes y una densidad poblacional de 78,58 personas por km².

## Geografía
El municipio de Deer Creek se encuentra ubicado en las coordenadas 40°36′19″N 86°7′9″O / 40.60528, -86.11917. Según la Oficina del Censo de los Estados Unidos, el municipio tiene una superficie total de 61.58 km², de la cual 61.53 km² corresponden a tierra firme y (0.08%) 0.05 km² es agua.

## Demografía
Según el censo de 2010, había 4839 personas residiendo en el municipio de Deer Creek. La densidad de población era de 78,58 hab./km². De los 4839 habitantes, el municipio de Deer Creek estaba compuesto por el 73.78% blancos, el 23.81% eran afroamericanos, el 0.29% eran amerindios, el 0.1% eran asiáticos, el 0.08% eran isleños del Pacífico, el 1.14% eran de otras razas y el 0.81% pertenecían a dos o más razas. Del total de la población el 4.9% eran hispanos o latinos de cualquier raza.